# Młot bojowy

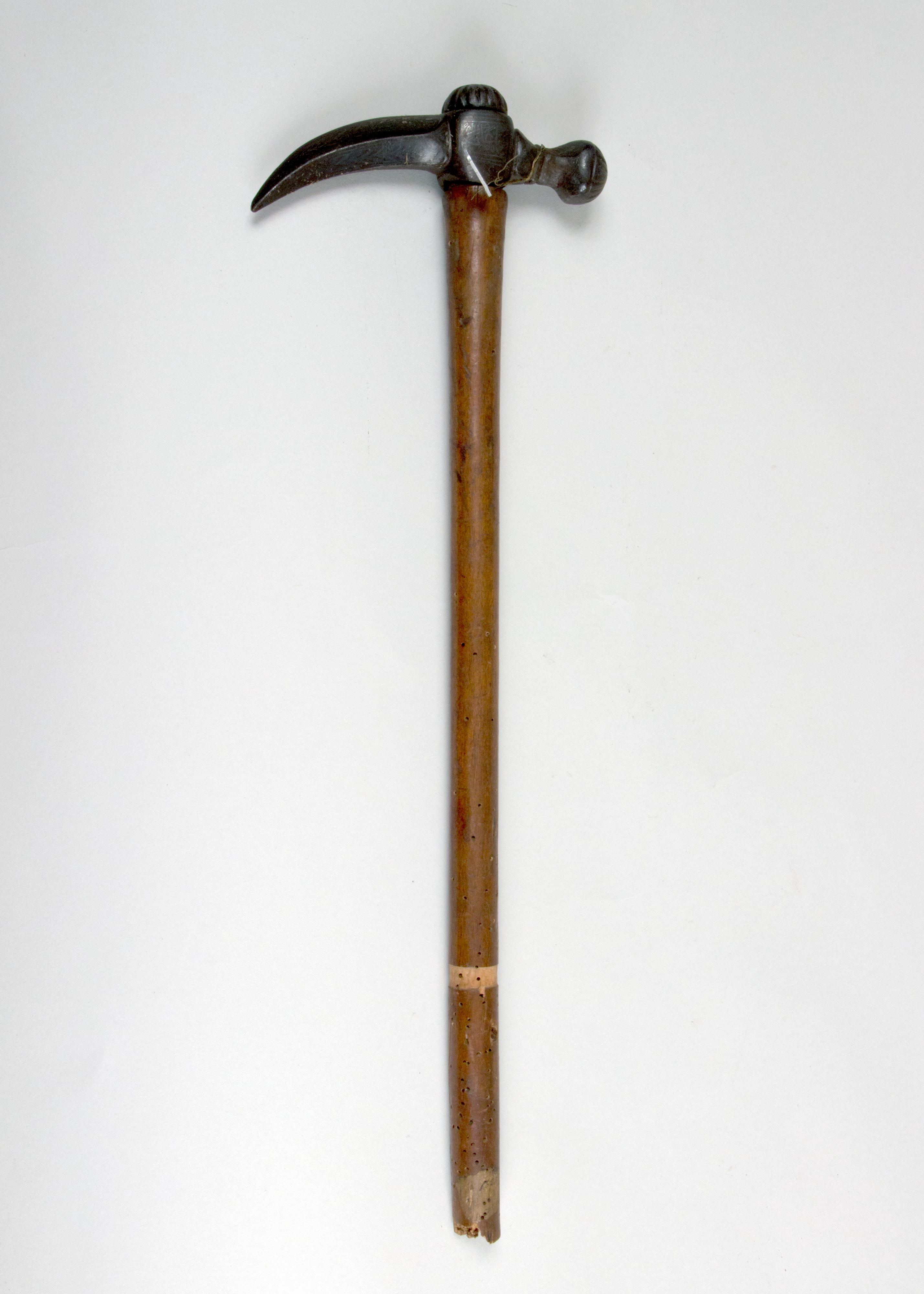
Młot bojowy

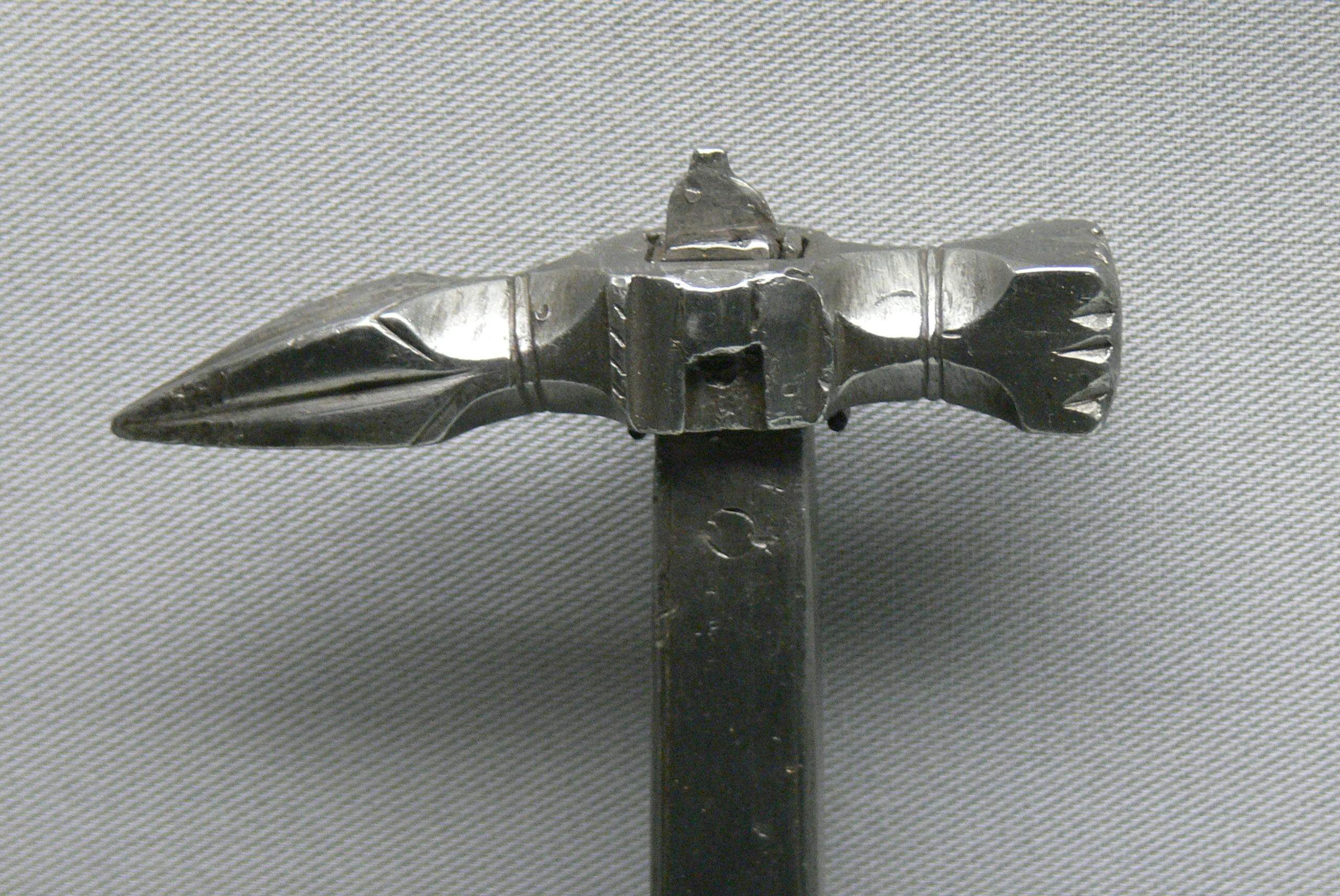
Głowica młota bojowego

Młot bojowy, także obuch – jedna z najstarszych form broni obuchowej używana od czasów prehistorycznych do średniowiecza. Składał się z jednego lub dwóch bijaków o różnym kształcie, kamiennych, później metalowych, osadzonych na trzonie, zwykle drewnianym o długości 60 cm – 2 m. Używany był − zarówno przez piechotę, jak i rycerstwo (w tym drugim przypadku najczęściej jako broń jednoręczna) − i służył głównie do rozbijania uzbrojenia ochronnego przeciwnika.
Od młota bojowego wywodzą się prawdopodobnie różne typy młotów rycerskich (np. nadziak), ulepszonych w XV i XVI wieku, o ostrych uformowanych bijakach, przystosowanych do walki z przeciwnikiem ubranym w kolczugę. Bijaki kształtem przypominały masywny dziób, dla którego we Francji broń tę zwano bec-de-corbin (wroni dziób) lub bec-de-faucon (sokoli dziób).
Piechota szwajcarska do XVI wieku używała młotów bojowych osadzonych na długich, nawet 2-metrowych drzewcach.
W mitologii skandynawskiej występuje jako boski młot Thora – Mjølner, popularny jako symbol religijny, amulet, a także godło heraldyczne.

## Literatura
- Juraj Hradský, Pavel Habáň: Czar broni białej. Warszawa: Dom Wydawniczy Bellona, 2001. ISBN 83-11-09254-0. Brak numerów stron w książce
- Marcin Kamler (red.): PWN Leksykon: Wojsko, wojna, broń. Warszawa: Państwowe Wydawnictwo Naukowe, 2001. ISBN 83-01-13506-9. Brak numerów stron w książce
- Włodzimierz Kwaśniewicz: 1000 słów o broni białej i uzbrojeniu ochronnym. Warszawa: Wydawnictwo MON, 1981. ISBN 83-11-06559-4. Brak numerów stron w książce